# Université du Québec à Rimouski

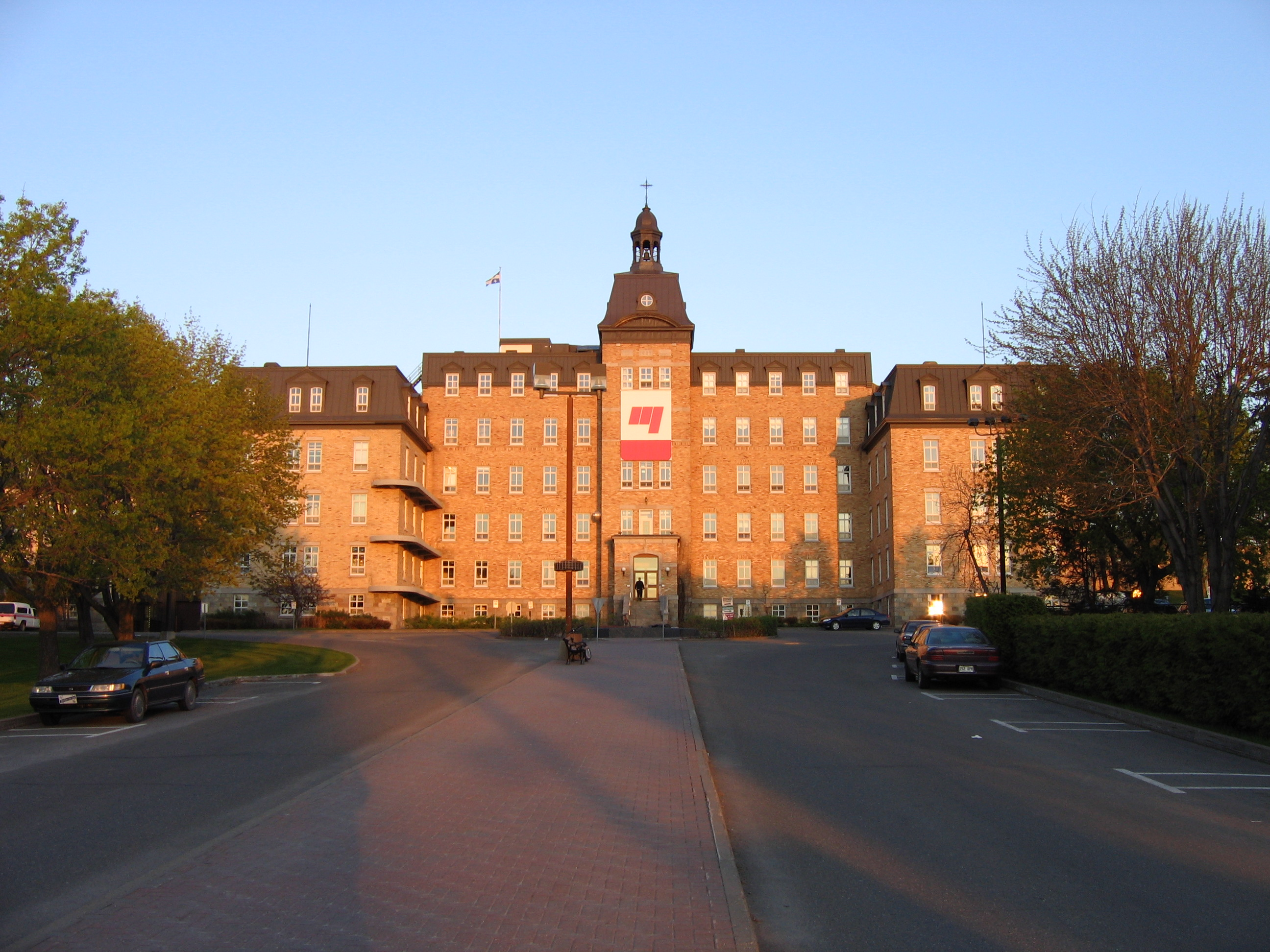
Hauptgebäude der UQAR

Die Université du Québec à Rimouski (UQAR) ist eine staatliche französischsprachige Universität in der kanadischen Provinz Québec. Sie hat ihren Hauptsitz in Rimouski und einen Nebencampus in Lévis. Sie gehört dem Verbund der Université du Québec an. Sie dient den Ausbildungs- und Forschungsbedürfnissen der Regionen Bas-Saint-Laurent, Gaspésie–Îles-de-la-Madeleine und Côte-Nord.

## Geschichte
Die UQAR wurde 1969 gegründet und übernahm die Ausbildung von Lehrkräften und Krankenschwestern, die vorher von den Ursulinen geleitet wurde. Neu kamen dazu Studiengänge in Naturwissenschaften, Geisteswissenschaften, Betriebswirtschaftslehre und Ingenieurwissenschaften hinzu. Die Forschungsschwerpunkte der Universität sind die Meereskunde, die Regionalentwicklung und die „Nordicité“ (Naturwissenschaftliche Forschung im nördlichen Kanada).
Das Hauptgebäude ist das ehemalige Ursulinenkloster, das 1906 gegründet wurde. Das Gebäude wurde 1938 errichtet, nachdem ein Brand den vorherigen Bau 1937 zerstörte. Der Gebäudekomplex wurde danach von den Ursulinen und später der Universität erweitert.

## Départements
Die Universität ist nicht in Fakultäten organisiert, sondern in Départements und einem Institut.
- Betriebswirtschaftslehre
- Erziehungswissenschaften
- Krankenpflege
- Geisteswissenschaften (Regionalentwicklung, Ethik, Geschichte und Psychosociologie)
- Romanistik
- Mathematik, Computer- und Ingenieurwissenschaften
- Biologie, Chemie und Geografie
- Institut für Meereskunde (Institut des sciences de la mer de Rimouski, ISMER)[5]